# Cossypha ansorgei
La cosifa angoleña (Cossypha ansorgei) es una especie de ave paseriforme de la familia Muscicapidae endémica del sudoeste de África. Anteriormente se consideraba la única especie del género Xenocopsychus.

## Distribución geográfica y hábitat
Se encuentra únicamente en Angola y el norte de Namibia. Sus hábitats naturales son las cuevas o zonas rocosas junto a la sabana seca. Su rango altitudinal oscila entre 690 y 2200 m s. n. m..